# Genç (Name)
Genç [ɟentʃ ] (türkisch: „jung, jugendlich“; „der Jugendliche“) ist ein türkischer männlicher Vorname und Familienname.

## Namensträger

### Familienname
- Ahmet Genç (* 1964), türkischer Fußballspieler und -trainer
- Berat Genç (* 1993), türkischer Fußballspieler
- Fahrettin Genç (* 1953), türkischer Fußballtrainer
- Kamer Genç (1940–2016), türkischer Politiker
- Mevlüde Genç (1943–2022), deutsche Friedensbotschafterin
- Nurullah Genç (* 1960), türkischer Schriftsteller und Ökonom
- Selin Genç (* 1994), türkische Schauspielerin